# TCL Technology
TCL Technology (абревіатура від Telephone Communication Limited) — одне з найбільших підприємств Китаю, що виробляє споживчу електроніку, мобільні телефони та побутові електроприлади. Назва є абревіатурою від англ. The Creative Life.
Корпорація заснована в 1981, є одним зі світових лідерів з виробництва плоскоекранних телевізорів, DVD-плеєрів, кондиціонерів, GSM-і CDMA мобільних телефонів. У 2004 році відбулося злиття компанії TCL з брендами Thomson і Alcatel.
У TCL працюють понад 60 000 співробітників у більш ніж 80 підрозділах, включаючи 18 науково-дослідних центрів, 20 виробничих баз і більше 40 торгових представництв у всьому світі.
Корпорація обслуговує понад 100 мільйонів споживачів у всьому світі і складається з чотирьох відділів — Мультимедіа, Зв'язку, Побутових електроприладів і Технічної електроніки. Корпорація має два філіальних напрямки: Нерухомість та інвестиції (RealEstate & Investment) та Логістика та обслуговування (Logistics & Services).
У 2011 році вартість бренду TCL перевищила 50,118 млрд юанів (7,59 млрд доларів США), і ставши телевізійним брендом номер один в Китаї.
Продукція TCL позиціонується в середньому ціновому сегменті.

## Продукція
У 2011 світовий обсяг продаж корпорації сягнув RMB 60,834 млрд. Було продано 10 860 000 телевізорів LCD і 43 610 000 мобільних телефонів.
Телевізори TCL підтримують технології 3D-зображення, управління на платформі Android, інтернет-телебачення, а також оснащені динамічним підсвічуванням, яке дозволяє скоротити енергоспоживання на 50 %.
Прикладом такого телевізора є модель Смарт тв 50EP680 - із безрамковим дизайном, дисплеєм із деталізованою картинкою з роздільною здатністю 4K і реалістичною колірною насиченістю на ліцензійному Android 9.0.

## Присутність в Україні
Офіційним постачальником телевізорів TCL в Україні є компанія AСБІС-УКРАЇНА.